# Plaza de toros de Granada
La Plaza de Toros de Granada, también conocida como Monumental de Frascuelo, es un inmueble histórico de la ciudad española de Granada, donde se celebran corridas de toros y también otros espectáculos públicos. El edificio fue construido entre 1927 y 1928 por el arquitecto local Ángel Casas, a iniciativa de la empresa Sociedad Nueva Plaza de Toros, y está considerado como uno de los emblemas históricos de la arquitectura historicista de Granada.
El edificio es de estilo neomudéjar y desde 1991 está catalogado como Bien de Interés Cultural, tanto por el Ministerio de Cultura como por el gobierno autonómico. Además, la Plaza de toros de Granada es una de los diez cosos taurinos más grandes de España, con un ruedo de 50,40 metros de diámetro y que cuenta con 12 000 localidades, aunque originalmente dispuso de una capacidad de aforamiento de 14 507 personas. Pese a sus grandes dimensiones, desde hace décadas no suele albergar una gran afluencia, no llenándose por completo ni siquiera en la Feria del Corpus que se celebra cada mes de junio.
El coso, situado en la Avenida del Doctor Olóriz, fue inaugurado el 30 de septiembre de 1928, con una corrida de toros de la ganadería de Concha y Sierra, en la que actuaron los diestros Manuel Jiménez «Chicuelo», Joaquín Rodríguez «Cagancho» y Fermín Espinosa «Armillita Chico».
En Granada, a diferencia de otras ciudades del sur de España, no existe una tradición taurina destacable. Actualmente los bajos de la plaza de toros alberga diversos bares, restaurantes y pubs donde se realiza la principal actividad comercial del edificio. Esos establecimientos y los que hay en los alrededores constituyen una importante zona de ocio y de tapeo de la ciudad: Plaza Toros.

## Bien de Interés Cultural
La Plaza de Toros de Granada está protegida jurídicamente, por su entidad patrimonial, histórica, artística y cultural, como Bien de Interés Cultural (BIC). En el año 1991, la administración pública - autonómica y nacional - elevaba a la categoría de Monumento a este recinto taurino. Una medida que venía promovida, entre otras cuestiones, para evitar nuevos problemas relacionados con la construcción de inmuebles en las zonas colindantes de la plaza; algo que levantó una gran polémica a nivel local a partir del año 1989.
De acuerdo con la Ley de Patrimonio Histórico Español (L.O. 16/1985, de 25 de junio), para la tramitación de este expediente, durante la fase de incoación, se requirieron informes de instituciones culturales de la ciudad y que, finalmente, se incluyeron en la redacción del Decreto 236/1991, de 10 de diciembre, por la que se declaraba la plaza de toros granadina como BIC. La Universidad de Granada emitió un alegato favorable en los siguientes términos:

Reúne condiciones suficientes desde el punto de vista arquitectónico e histórico para su declaración como Bien de Interés Cultural. La arquitectura de la Plaza de Toros, en tanto que edificio público, no es más que la respuesta construida ante comportamientos colectivos hondamente enraizados en una sociedad urbana que ha transformado el ritual en fiesta y espectáculo. Fiesta y espacio público se convierten en elementos de un sistema antropológico y etnográfico que estructura la vida urbana de una sociedad, y del que, finalmente, el edificio llega a extraer su condición de Monumento, al margen, incluso, de los valores puramente estéticos o arquitectónicos que posea.

En sentido similar se pronunció la Real Academia de Bellas Artes de Nuestra Señora de las Angustias quien, en su argumentario favorable a la declaración de BIC del coso taurino de Granada, dispuso el siguiente tenor:

que se dan en el edificio características suficientes para su declaración como Bien de Interés Cultural, en la categoría de Monumento, por sus valores tipológicos, formales constructivos y comparativos, apreciando además sus excelentes condiciones como edificio de uso público para fines culturales y de ocio".

## Historia taurina de Granada
Según González Alcantud, en la ciudad de Granada se han celebrado toros desde tiempos inmemoriales. Durante la Edad Media, bajo el poder de la dinastía nazarí, tuvieron lugar distintos espectáculos taurinos, como los que se celebraron en la Plaza Bib-Rambla con motivo de la circuncisión del hijo de Muhammad V u otros que se celebraron en los aledaños de la Alhambra.
Este tipo de festejos, tanto en época musulmana como cristiana, no disponían de una infraestructura determinada sino que se levantaban plazas portátiles, hechas con madera, que se desmontaban al terminar el espectáculo. De esta manera, a lo largo de toda la ciudad se montaron distintos escenarios para acoger celebraciones taurinas: la Carrera de la Virgen, la Plaza del Humilladero, Puerta Elvira o la propia Alhambra.

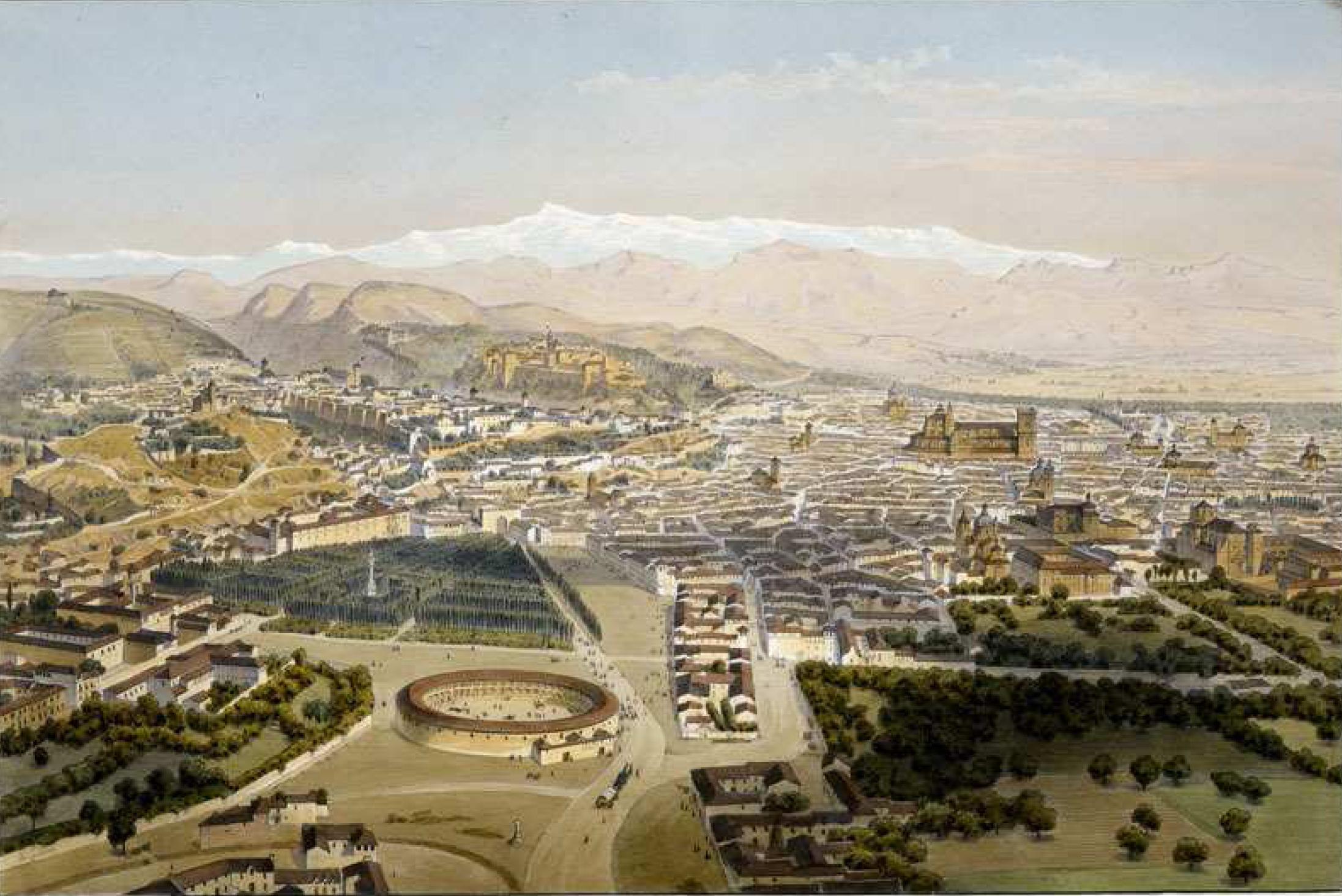
Litografía "Vista de Granada de la Plaza de Toros", de Alfred Guesdon (1808-1876), realizada hacia 1855, conservado en la Biblioteca Nacional de España

### Plaza de toros de la Real Maestranza de Caballería de Granada (1769-1876)
En 1763, la Real Maestranza de Caballería de Granada propuso la idea de iniciar la construcción de la primera plaza de toros fija de la ciudad. Para ello obtuvieron permiso del Ayuntamiento para iniciar las obras en un lugar extramuros de la ciudad, próximo al Barrio de San Lázaro; lugar en el que, finalmente, entre 1768 y 1769, terminaría por construirse este coso taurino.
Esta plaza de toros de la Real Maestranza costó más de 200 000 reales, tuvo un ruedo circular y se realizó en madera, aunque, tanto los cimientos como la portada se realizaron en piedra. Como señala Valladar, en la entrada a la plaza existía una inscripción que decía:

Reinando Carlos III hizo este anfiteatro la Real Maestranza de Caballería de Granada en los años de 1768 y 1769 para sus ejercicios militares y diversiones públicas. Siendo su hermano mayor el infante Don Gabriel.

Según las investigaciones publicadas, la Real Maestranza empezó celebrando “dos corridas de vara larga” cada dos años pero, finalmente, aumentó el número de espectáculos. De esta manera, se realizaban ocho corridas de toros cada año y, en verano de 1788, sustituyó estos festejos por la celebración de treinta novilladas.
Además de esta institución nobiliaria, la plaza era cedida temporalmente a hermandades e instituciones para que pudieran celebrar también diferentes festejos benéficos con los que recaudar fondos. Así, por ejemplo, la Hermandad de la Virgen de las Angustias organizaba anualmente corridas de toros para sufragar los gastos del hospital y de la iglesia; como la que celebró el 6 de octubre de 1786, donde se celebró: «la [corrida de toros] de los Pobres y Enfermos” y para la que la cofradía “compró caballos, ajustó toros, lidiadores y picadores».
Los festejos taurinos celebrados en la Real Maestranza de Granada contaban con una doble presidencia: una honorífica y otra efectiva. La presidencia de honor la ostentaba el cuadro del monarca que, se situaba bajo dosel, y la efectiva la ejercía el teniente de hermano mayor o algún corregidor. Asimismo, por costumbre, los toreros se vestían con el uniforme de esta corporación nobiliaria: "para que con librea de la hermandad, sirva la plaza y mate los toros". Así, de esta manera, «los diestros, picadores de vara larga y matadores a pie, debían llevar casaca azul con galones de plata con los colores y divisa de la corporación, que irían también en el guarnés de los caballos».
El 10 de septiembre de 1876 tenía lugar un incendio en esta plaza de toros, arruinándola por completo. El accidente tuvo lugar durante la celebración del festejo en el que estuvieron presentes los diestros Antonio Fuentes "Hito", hermano de Manuel Fuentes, Bocanegra; José Sánchez Laborda, Hipólito Sánchez Arjona, sobrino de Curro Cúchares; Manuel Aguilar «El Macareno», Francisco Carvajal «Pollo» y Rafael Luque «El Camará»; lidiándose toros de Vicente Romero y García.
En la actualidad, los restos de la plaza se conservan bajo el bulevar de la Avenida de la Constitución. En 2010, durante las obras de remodelación salieron a relucir los cimientos del antiguo coso maestrante y, desde entonces, se está a la espera de hacerlos accesibles para el público como parte de la oferta cultural de la ciudad.

## Historia de la Plaza de Toros de Granada

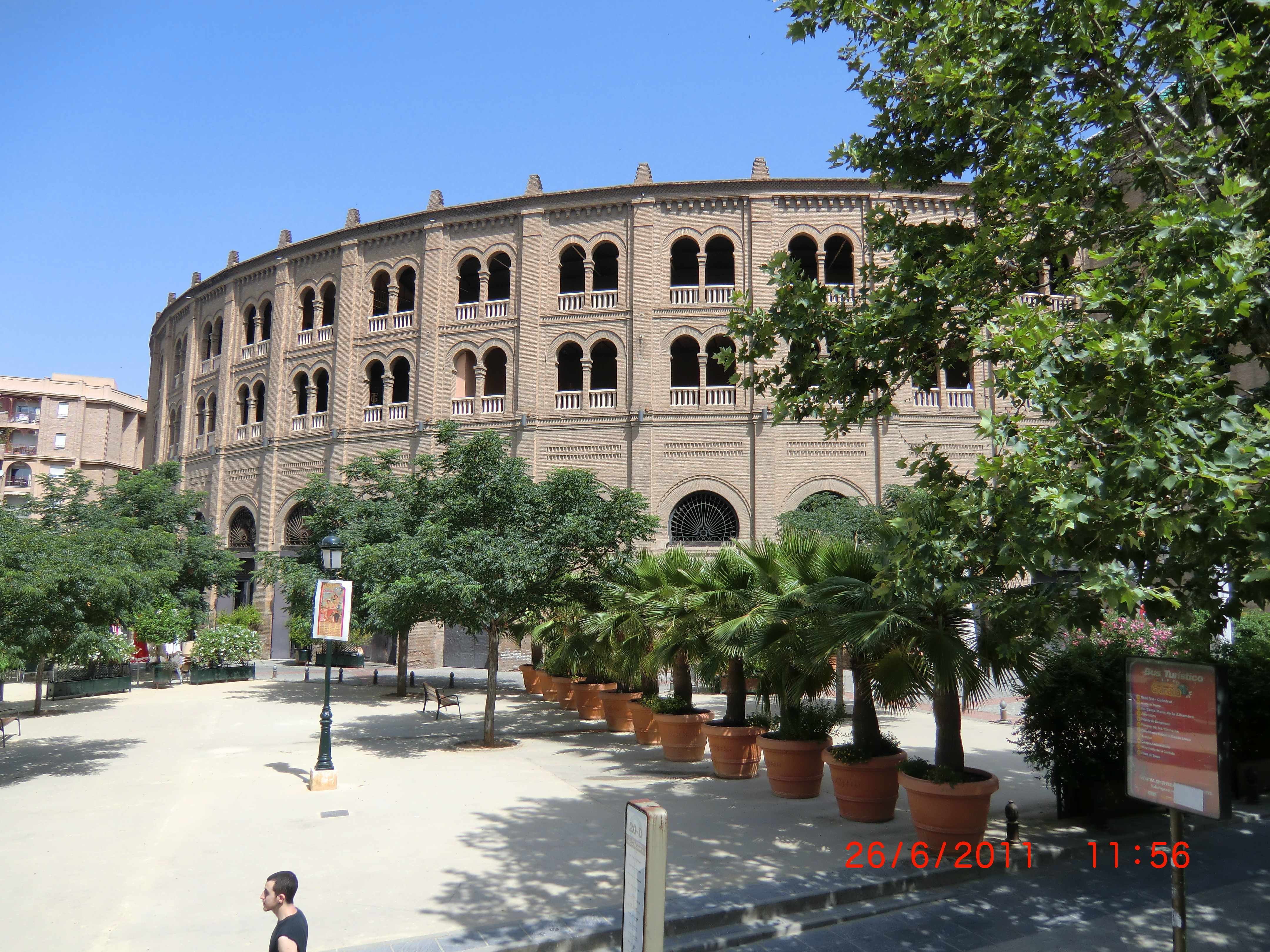
Vista lateral de la Plaza de Toros de Granada (1928), de estilo neomudéjar, declarada BIC en 1991

La actual Plaza de Toros de Granada se construye entre 1927 y 1928, a iniciativa de una empresa privada. Se trata de un proyecto arquitectónico de primera magnitud, que se inicia bajo la influencia que había dejado la labor del torero sevillano José Gómez Ortega «Joselito el Gallo» y la construcción de las plazas de toros monumentales. Se trataba de un tipo de cosos taurinos capaces de aforar a un mayor número de público, adaptándose a la nueva concepción de la tauromaquia como espectáculo de masas a principios del siglo XX.
Según el trabajo de Anguita Castillo, la idea de la construcción de una nueva plaza parte del torero José Moreno «Lagartijillo Chico» quien, ante una disputa en la licitación del arrendamiento de la plaza de toros del Triunfo, decide impulsar una plaza monumental. Así, el 14 de mayo de 1927, tenía lugar la constitución de la empresa promotora de las obras, la Sociedad Nueva Plaza de Toros, cuyo consejo de administración estaba presidido por Rafael Díaz y Rogés, II marqués de Dílar, Celestino Echevarría, como vicepresidente; Valeriano Torres, como secretario; Manuel López López como tesorero; y como vocales o consejeros Emilio Dávila Ponce de León y Pérez, IX conde de Guadiana, José Cassinello, Juan Luis Trescastro de Medina, José Bernedo Arévalo, Francisco Sánchez Urrutia y el citado torero «Lagartijillo Chico». Asimismo, para sufragar los costes de la construcción, se extendió la venta de acciones entre aficionados y empresarios, entre los que se encontró Federico García Rodríguez, padre del poeta Federico García Lorca.
Para el proyecto, la empresa realizó el encargo al arquitecto local Ángel Casas Vílchez, quien basó su trabajo en un proyecto del mismo autor realizado en 1912; y para el que se inicia un concurso para la adjudicación de las obras el 3 de julio de 1927. El proceso se resolverá a favor del maestro de obras José Jiménez Huertas «El Pajarero», quien terminará por desarrollar los planos de Casas.[cita requerida]

### Estilo arquitectónico
Como sostiene Rodríguez Domingo, la Plaza de Toros de Granada se realiza en estilo neomudéjar siguiendo la corriente historicista que habían emprendido otras plazas de toros en España, como Toledo (1867); la antigua plaza de toros de Madrid (1874) y Las Ventas (1919-1930); la Plaza de toros de las Arenas (Barcelona, 1899); o, más tarde, las plazas de toros como de la Campo Pequeno (Lisboa) o los cosos Real de San Carlos de Montevideo, Santa Fe de Bogotá o Cartagena de Indias. Un estilo con el que los arquitectos de la época se sintieron cómodos al entender que unía la tradición musulmana por la tauromaquia con las nuevas necesidades y los nuevos materiales empleados en la arquitectura del siglo XIX:

El neomusulmán, halló en ciertas tipologías su propia razón de ser. A este respecto es preciso anotar la inveterada creencia del origen muslímico de las corridas de toros, lo que unido al auge de la fiesta durante el siglo XIX, al carácter festivo de los espectáculos y a la necesidad de dotar de protagonismo formal a una nueva tipología arquitectónica se escogiera un historicismo de gran vistosidad que se extendió por España e Iberoamérica.

Para ello, el arquitecto se basó en los principios de la arquitectura historicista imperante en ese momento, proyectando un edificio circular de 9 000 metros cuadrados, capaz de albergar inicialmente más de 14 000 espectadores. Realizado en ladrillo rojo y hierro fundido, se levantaron dos torreones que flanquean la puerta principal de acceso. A lo largo del primer piso se abren diferentes puertas, de menor tamaño, en forma de arco de herradura y que dan paso a un pasillo interior que recorre el perímetro de la plaza. Sobre este pasillo se levantan los tendidos, capaces de albergar inicialmente 8800 localidades. En este primer piso se sitúan, además del ruedo, diez chiqueros y varios corrales, además de la enfermería y otras dependencias. En el primer piso, se abren arcos geminados y se ubican gradas y palcos; proyectándose cincuenta y dos intercolumnios de hierro colado con capiteles esquemáticos –de estilo musulmán– y arcos de herradura que sostienen el tercer piso, donde se disponen las andanadas. Además, se proyecta la construcción de un pozo y un depósito con capacidad de 70 m³.

### Inauguración de la plaza
La ceremonia de la colocación de la primera piedra tenía lugar en agosto de 1927 y, meses después, el 10 de marzo de 1928 tuvo lugar una rueda de prensa sobre la meseta de toriles en la que hizo saber la fecha de la inauguración de la plaza: el 30 de septiembre de 1928, coincidiendo con la celebración de las fiestas de la Virgen de las Angustias, patrona de Granada. Para ese entonces, como demuestran las fotografías conservadas, se hallaba levantada buena parte de los tendidos de sombra y terminada la meseta de toriles.[cita requerida]
Por ese entonces, prensa especializada como La Reclam taurina especulaba sobre la conformación del cartel inaugural: Antonio Márquez "Cagancho", Félix Rodríguez y Antonio de la Haba "Zurito", quienes estoquearían una corrida de Pablo Romero. Nada tuvo que ver con el que, finalmente, sería el cartel definitivo en el que estuvieron anunciados los toreros Manuel Jiménez «Chicuelo”», Joaquín Rodríguez «Cagancho» y Fermín Espinosa «Armillita Chico» quienes se enfrentaron a reses de la ganadería de Concha y Sierra.[cita requerida]
Para la inauguración de la plaza se contó con la presencia del párroco de San Ildefonso, de Granada, quien bendijo la plaza, y tras lo cual se repartieron cuatro mil kilos de pan entre los pobres. Con motivo de esta efeméride, además, el compositor granadino Francisco Alonso realizó un pasodoble para ser interpretado antes del inicio del festejo: «Graná e mi arma».
El periódico El Defensor de Granada, el 1 de octubre de 1928, publicaba la crónica del festejo en el que se relataba lo acontecido en el ruedo, firmada por Ramón López Soler bajo el seudónimo de El Bachiller Canta Claro:

Lo que ocurrió el domingo último en Granada ha sido cosa sin precedentes. [...] Media hora antes de comenzar el festejo la banda municipal, dirigida por el señor Montero, se sitúa en el anillo e interpreta el nuevo pasodoble dedicado a esta plaza y original del paisano Paco Alonso.

Se trata de una preciosa composición en la que brilla, una vez más, la música alegre del maestro granadino. El público la ovacionó y hubo de repetirse el pasodoble.
Presenta la Plaza un grandioso aspecto, en palcos y delanteras, las mujeres granadinas luciendo las más clásicas galas.
En el sol hay un claro, en el tendido 10 al empezar el festejo, pero luego se llena ya empezado. El resto de la entada muy bueno, excepto algunas andanas de sombra.
Aparecen en el palco presidencial encantadoras señoritas: María Luisa Fernández de Prada, María Angustias Müller Rodríguez-Acosta, Felisa Montoro Pacheco, Manolita Hita y Araceli La Chica Cassinello.
Asesora el gran ex torero Rafael Guerra "Guerrita", que es ovacionado cariñosamente al aparecer en el palco, así como las bellas presidentas.
La presidencia de autoridad la tiene el teniente alcalde don Santiago Valenzuela.
Despeja muy bien el caballista Paquito Rodríguez y surgen después los alguaciles y las cuadrillas, a cuyo frente figuran "Chicuelo"; "Cagancho" y "Armillita Chico", que vienen vestidos, respectivamente, de azul, verde y rojo con golpes de oro.

Hay aplausos; hay espectación, y cada cual en su puesto, se da suelta al toro.

### Estadísticas taurinas

#### Toreros que han tomado la alternativa en la Plaza de Toros de Granada
A lo largo de su historia, la Plaza de Toros de Granada ha acogido el doctorado de diferentes diestros, que han pasado de ser novilleros a matadores de toros. A continuación se relacionan los espadas que han recibido su alternativa en el coso granadino:
| Nombre                                        | Fecha                    | Toro                                                  | Padrinos                                                      |
| --------------------------------------------- | ------------------------ | ----------------------------------------------------- | ------------------------------------------------------------- |
| Luis Sánchez Olivares "Diamante negro"        | 29 de septiembre de 1948 | "Estornino", de Félix Moreno Ardanuy                  | Paquito Muñoz y Manolo González                               |
| Anselmo Liceaga Rionda                        | 29 de septiembre de 1951 | "Gavioto", de Joaquín Buendía                         | Pepe Luis Vázquez, Luis Miguel Dominguín y Manolo González    |
| Miguel Martín de los Rios “Miguel Montenegro" | 21 de abril de 1957      | -                                                     | Rafael Ortega y Miguel Báez «El Litri»                        |
| Santiago López                                | 8 de junio de 1969       | "Pesetero" de Antonio Méndez                          | Diego Puerta y Santiago Martin "El Viti"                      |
| José Julio Granada                            | 29 de abril de 1973      | Toros de Antonio Méndez                               | Diego Puerta y Santiago López                                 |
| Luis Guin Martínez “Luis de Aragua”           | 11 de septiembre de 1977 | "Extremeño", de Gavira                                | Curro Girón, Manuel Ruiz "Manili" y Agustín Parra «Parrita»   |
| Ramón Fernando Martín García “Sacromonte”     | 8 de junio de 1980       | Toros de Luis Albarrán                                | Palomo Linares y Francisco Ruiz Miguel                        |
| Mauricio Fajardo                              | 29 de septiembre de 1984 | -                                                     | Pepín Jiménez, Zoilo Santafé y Julio Antonio de la Puerta     |
| "Paquito Ruiz"                                | 2 de junio de 1991       | "Betunero", de Montalvo                               | Juan Antonio Ruiz «Espartaco» y José Miguel Arroyo "Joselito" |
| Francisco Porcel Rodríguez                    | 5 de junio de 1996       | "Corredor", negro, n.º 156, 529 kg, de Carlos Núñez   | Rafael Camino y Juan Manuel Sánchez Moro                      |
| David Fandila Marín "El Fandi"                | 18 de junio de 2000      | "Elegante", de García Jiménez                         | José Mari Manzanares y Julián López "El Juli"                 |
| Jesús Fernández "Yiyo"                        | 18 de mayo de 2008       | "Granaíno", de Buenavista, n.º 90, de 544kgs          | Juan Bautista y Eduardo Gallo                                 |
| Antonio Hernández "Chamaquito de Granada"     | 19 de junio de 2011      | "Travieso", n.º 187, negro mulato, de Zacarías Moreno | José Antonio Cejudo "El Güejareño" y Jesús Fernández "Yiyo"   |
| Miguel Hidalgo                                | 10 de junio de 2012      | "Magnolio", n.º 106, de 450 kg, de Peñajara.          | Iván Fandiño y David Mora                                     |

#### Toros célebres lidiados en la Plaza de Toros de Granada
Desde su inauguración, en 1928, la Plaza de Toros de Granada ha acogido importantes y destacadas faenas. El triunfo de los toreros en el ruedo, como siempre, ha venido de la mano del juego que han propiciado los toros que han saltado al ruedo del coso granadino. A continuación se relacionan los nombres propios de aquellos toros importantes o célebres que forman parte de la historia taurina de Granada y de su plaza:
| Nombre     | Datos                         | Ganadería         | Fecha de lidia           | Torero/Diestro                   | Hecho destacable                                                                                               |
| ---------- | ----------------------------- | ----------------- | ------------------------ | -------------------------------- | --- |
| Tumbaguito | 341 kg                        | Concha y Sierra   | 30 de septiembre de 1928 | Manuel Jiménez Moreno "Chicuelo" | Primer toro lidiado en la Plaza de Toros de Granada                                                            |
| Escritor   | n.º 52                        | Juan Pedro Domecq | 17 de junio de 1960      | Antonio Ordóñez                  | le cortó las dos orejas y el rabo, y fue premiado con la vuelta al ruedo                                       |
| Granadino  | n.º 806, negro listón, 520 kg | Peralta           | 15 de junio de 1990      | Pedro Castillo                   | Premiado al toro más bravo de la feria por el Club Taurino de Granada y Posada El Duende                       |
| Fogoso     | n.º 154, castaño, 532 kg      | Garcigrande       | 22 de junio de 2019      | José Tomás                       | le cortó las dos orejas, y fue premiado por el Colegio de Veterinarios de Granada al "Mejor Toro de la Feria". |

#### Toros indultados en la Plaza de Toros de Granada
De acuerdo con el reglamento taurino, en la Plaza de Toros de Granada se han indultado diferentes toros a lo largo de la historia. Para ello, y según la legislación vigente, se han tenido en cuenta tanto la presentación del toro o trapío así como el comportamiento del animal en todas las fases de la lidia. Estos son los nombres de los toros a los que, por su bravura, se les perdonó la vida en Granada:
| Nombre     | Datos                     | Ganadería         | Fecha del indulto   | Torero/Diestro           |
| ---------- | ------------------------- | ----------------- | ------------------- | ------------------------ |
| Marquito   | Cárdeno, 478 kg           | Ana Romero        | 3 de junio de 1994  | José Ortega Cano         |
| Cortesano  | n.º 31, negro, 598 kg     | Daniel Ruiz       | 1 de junio de 2002  | David Fandila "El Fandi" |
| Miraflores | n.º 216, colorado, 539 kg | Núñez del Cuvillo | 12 de junio de 2009 | Daniel Luque             |